# Mount Antell
Mount Antell ist ein 692 m hoher Berg an der Nordküste Südgeorgiens. Er ragt dort zwischen dem Bjelland Point und dem Hercules Point in den Henriksen Peaks auf.
Der South Georgia Survey nahm zwischen 1951 und 1957 Vermessungen des Berges vor. Das UK Antarctic Place-Names Committee benannte ihn 1958 nach Georg Antell (1874–nach 1944), Werkmeister der South Georgia Whaling Company auf der Walfangstation Leith Harbour zwischen 1913 und 1930.